# Buckelbergwerk
En Buckelbergwerk er en bærbar vitrinelignende kasser, der gengiver minedrift i model, og som transporteret på ryggen (Buckel) af udstilleren.
De indbyggede modeller viser et realistisk og ofte detaljeret tværsnit af en mine. De indbyggede ting som for eksempel maskiner og arbejdere er ofte bevægelige og drives ved hjælp af et håndsving eller en maskine. Derudover kan der også sættes lydeffekter i gang så som hammer- og klokkeslag. Nu om stunder kan der desuden være elektrisk belysning.

## Historie
Buckelbergwerke blev traditionelt lavet af invalide minearbejdere og fremvist på messer, markeder, folkefester osv., hvilket skaffede dem hårdt tiltrængte indtægter. De fik ganske vist understøttelse, men den var meget ringe. Buckelbergwerke blev ofte fremstillet af udstillerne selv af forhåndenværende materialer, der let lod sig bearbejde.
Et tidligt skriftligt vidnedsbyrd om et Buckelbergwerk finder man i Dankegott Immanuel Merkels Erdbeschreibung von Kursachsen und den ietzt dazu gehörenden Ländern fra 1804:
"...kigkasser der gengav minearbejdernes ind- og udkørsel, bjergfolk i arbejde, drengens kærrer, elevatorer og lignende anskueligt og bevægeligt..."
I det 20. århundrede kendes fremvisning af Buckelbergwerke som ekstraindtægter, for eksempel for Freiberger originalen Alfred Mende. Dennes Buckelbergwerk, et massivt klædeskab med bemalede modeller og figurer af træ og blik er bevaret og kan i dag ses i den historiske rådskælder ved Obermarkt i Freiburg.
Peter Püchmann fra Thalheim fik i 1986 registret som myndighederne, at hans job var at fremvise sit Buckelbergwerk, hvilken han stadig gør.